# Cercozoa
Cercozoa je koljeno kromista u infracarstvu Rhizaria s 3 potkoljena, ili u praživotinjama (Protozoa).

## Razredi
1. Chlorarachniophyceae/Chlorarachnea Hibberd & R.E.Norris 1984
2. Filosa Cavalier-Smith 2003
3. Granofilosea Cavalier-Smith & Bass 2009
4. Imbricatea Cavalier-Smith 2003
5. Sarcomonadea (T. Cavalier-Smith, 1993) T. Cavalier-Smith, 1995
6. Thecofilosea Cavalier-Smith in Cavalier-Smith & Chao 2003